# レノン・ウォール

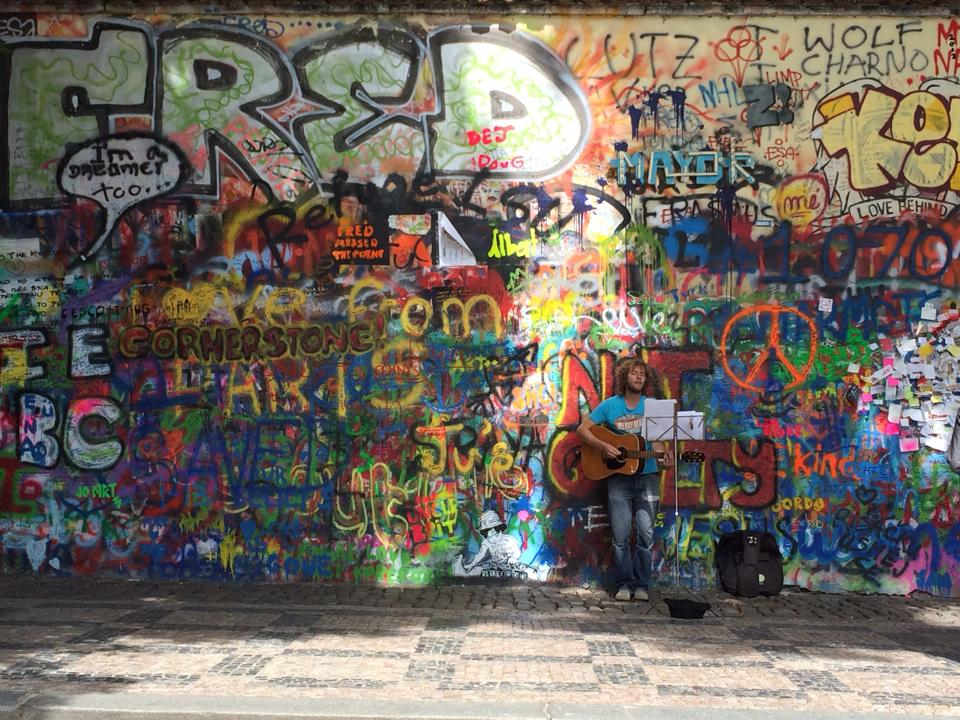
2014年夏

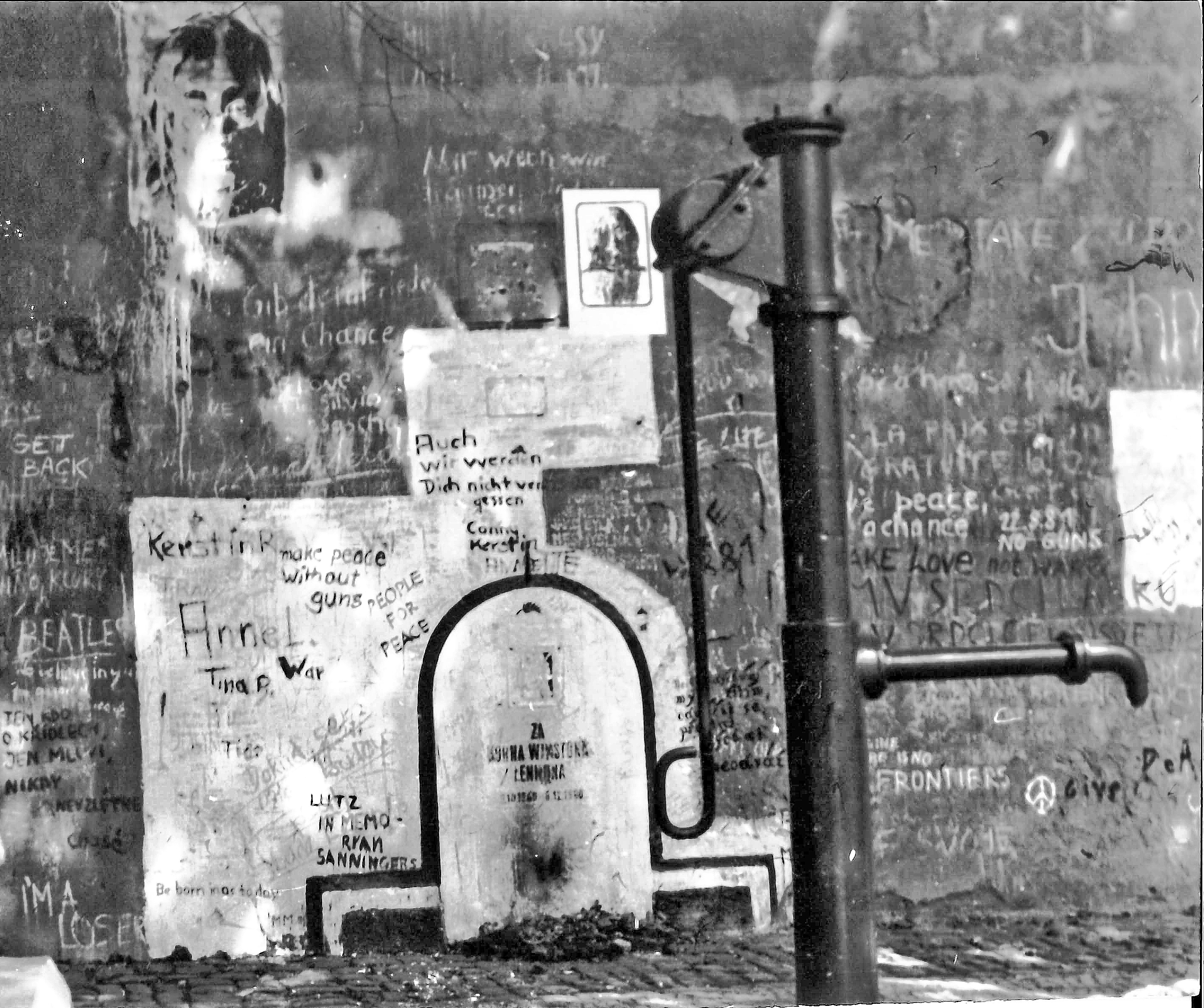
1981年8月

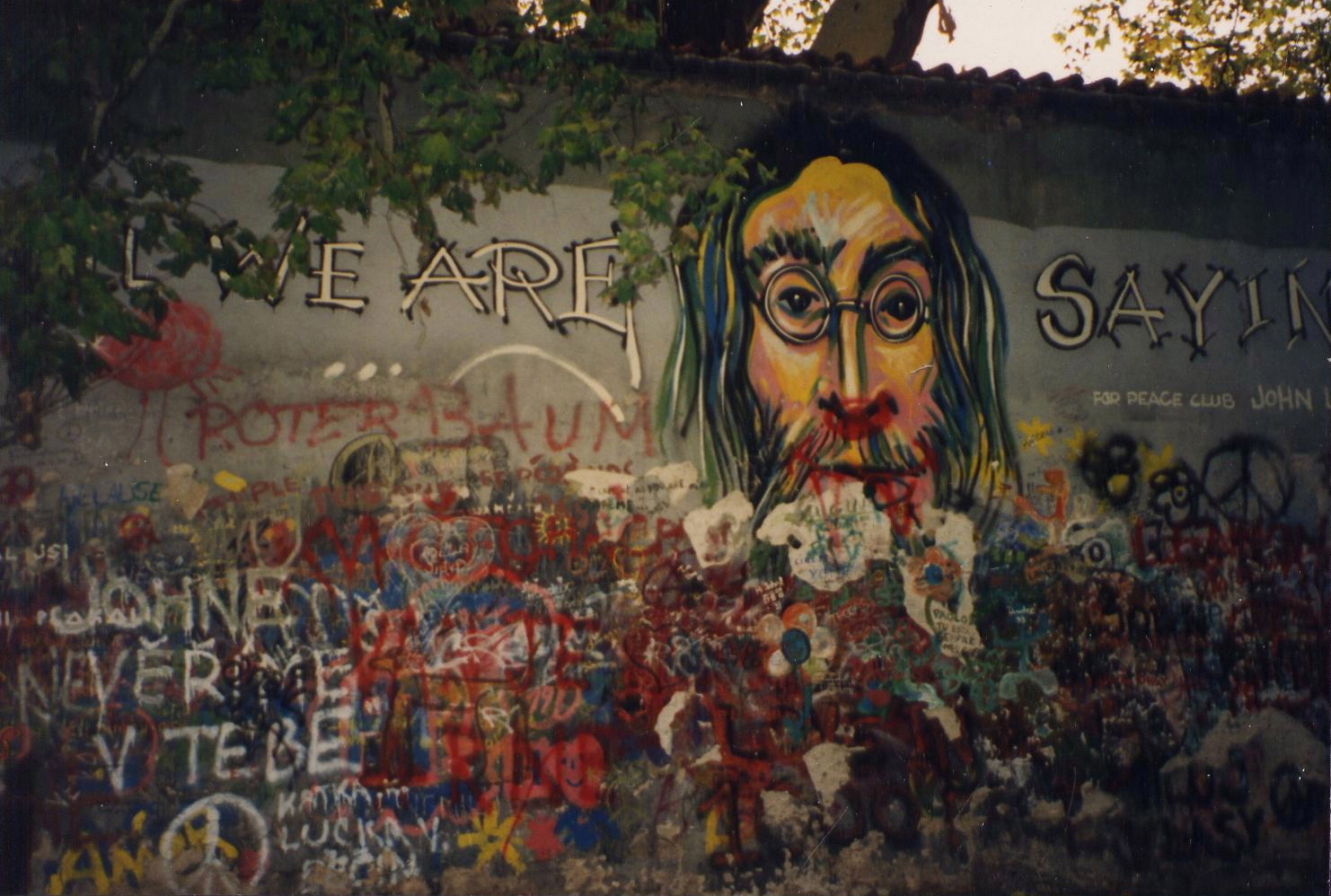
1993年

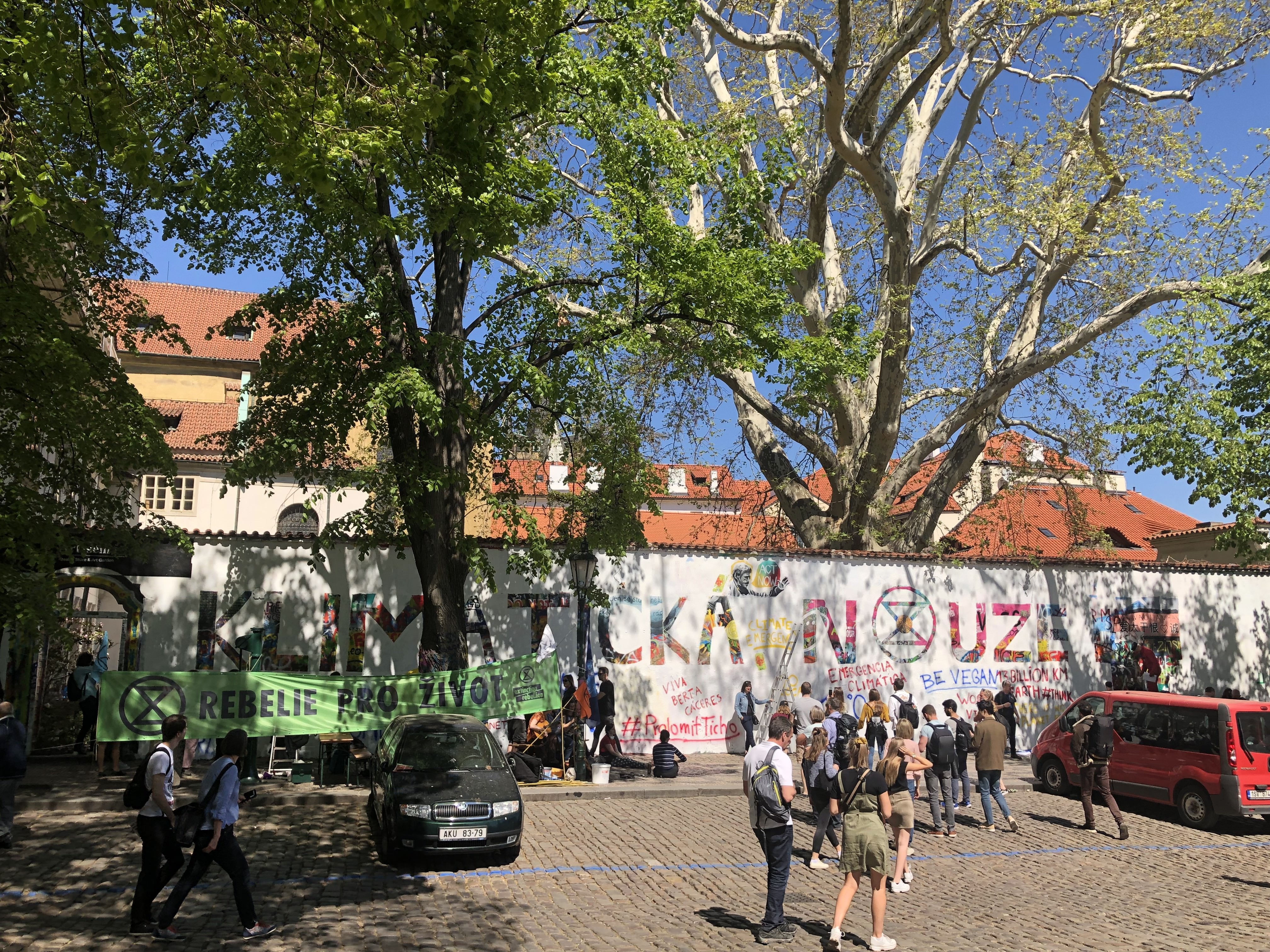
2019年、エクスティンクション・リベリオンによるもの

レノン・ウォール (Lennon Wall) はチェコのプラハにある壁。ジョン・レノン・ウォール (John Lennon Wall) とも。この場所はかつてはありふれた壁だったが、1980年代以降、ジョン・レノンにまつわる落書き、ビートルズの曲の歌詞、地元や国際問題に関する図柄で埋め尽くされてきている。
マラー・ストラナの Velkopřevorské náměstí (大修道院広場) にあるこの壁はマルタ騎士団が所有し、落書きを許している。

## 歴史
この壁はフランス大使館の向かいの小さな閑散とした広場にあり、1960年代から反体制をうたった詩や短文が書きつけられていた。1980年にジョン・レノンが殺害されると、素性不明のアーティストがシンガーソングライターであるレノンの姿といくつかの歌詞を壁に描いた。それが、自由・西欧文化・政治闘争の象徴であるレノンにまつわる最初の壁画となった。
この壁はグスターフ・フサークの共産党政権を苛立たせる元だった。プラハの春として知られる短い民主化と自由化の期間の後、新しく立てられた共産党政権は改革運動を解体し、それが民衆の怒りと抵抗運動を呼び覚ました。チェコの若者は壁に自分たちの不満を書きつけ、当時の記録によると、それによって何百人という学生と保安警察が近くのカレル橋で衝突した。彼ら学生が参加した自由化運動は、レーニニズム（レーニン主義）ならぬ「レノニズム」(Lennonism) と呼ばれ、その参加者のことをチェコ当局は、アル中、狂人、変質者、西側自由資本主義の手先、と様々に呼んだ。
ビロード革命から25周年にあたる2014年11月17日、壁は美術科の学生グループによって一面真っ白に塗られ、ただ“wall is over”（ママ）とだけ書かれた状態になった。マルタ騎士団はこの学生グループの破壊行為について当初は被害届を出したが、彼らと連絡をつけたのち取り下げた。なおこのフレーズは2017年7月23日時点でまだそこに残り、歌の“War Is Over”に改変されていた。
アースデイにあたる2019年4月22日、市民団体のエクスティンクション・リベリオンは、チェコ政府に気候変動への働きかけを求めるスローガンで壁全体を塗り替えた。そこには大きなブロック体で、「気候非常事態宣言」を意味するチェコ語の“KLIMATICKÁ NOUZE”と描かれていた。その間、他の人々も自らのメッセージを追加するよう促され、運動を呼びかける言葉が数か国語で描かれた。巨大な頭蓋骨の絵も描かれた。この塗り替えは、既に描かれていたいくつかの作品を包摂するような形で行なわれた。
2019年7月にはアーティストらによって、香港における逃亡犯条例改正案反対運動のシンボルでありその殉教者でもある民主化活動家レオン・リング・キットを追悼する作品が描かれた。この絵では、彼が垂れ幕を掲げビルから落下したときに着ていた黄色い雨合羽と、“Hong Kong, Add oil”（香港がんばれ）という連帯を示すいくつかの言葉が描かれていた。
2019年8月4日には、「違法な落書き」を防ぎ、毎日通り過ぎる旅行者の列に対処するため、壁に監視カメラが設置されると報じられた。
2019年10月、マルタ騎士団とプラハ1区はレノン・ウォールの建て替えを始め、11月に完了した。これは、近年の壁に対する破壊行為と、夏季には耐えがたい程になった観光客の殺到という周辺環境への配慮によるものだった。この場所は、新しいルールに従った屋外ギャラリーとして11月のビロード革命30周年の機会に紹介されることとなり、きちんとした姿を取り戻さなければならなかった。2019年11月7日、屋外ギャラリーとしてのレノン・ウォールの新しい姿が整えられ、公に紹介された。新しい壁には、チェコのデザイナーであるパーヴェル・スタストニィによって集められた、チェコおよび国外の30名以上のプロのアーティストが絵を描いた。新しいルールでは、壁にスプレーを使うのは禁止され、それ以外の鉛筆、マーカー、チョークなどの繊細な画材で、定められた白いフリースペースにのみ自由と愛に関するメッセージを残せるものとされた。またアーティスト達が描いた部分が汚されないよう、監視カメラと警官が壁を見張ることになった。

## 香港のレノン・ウォール

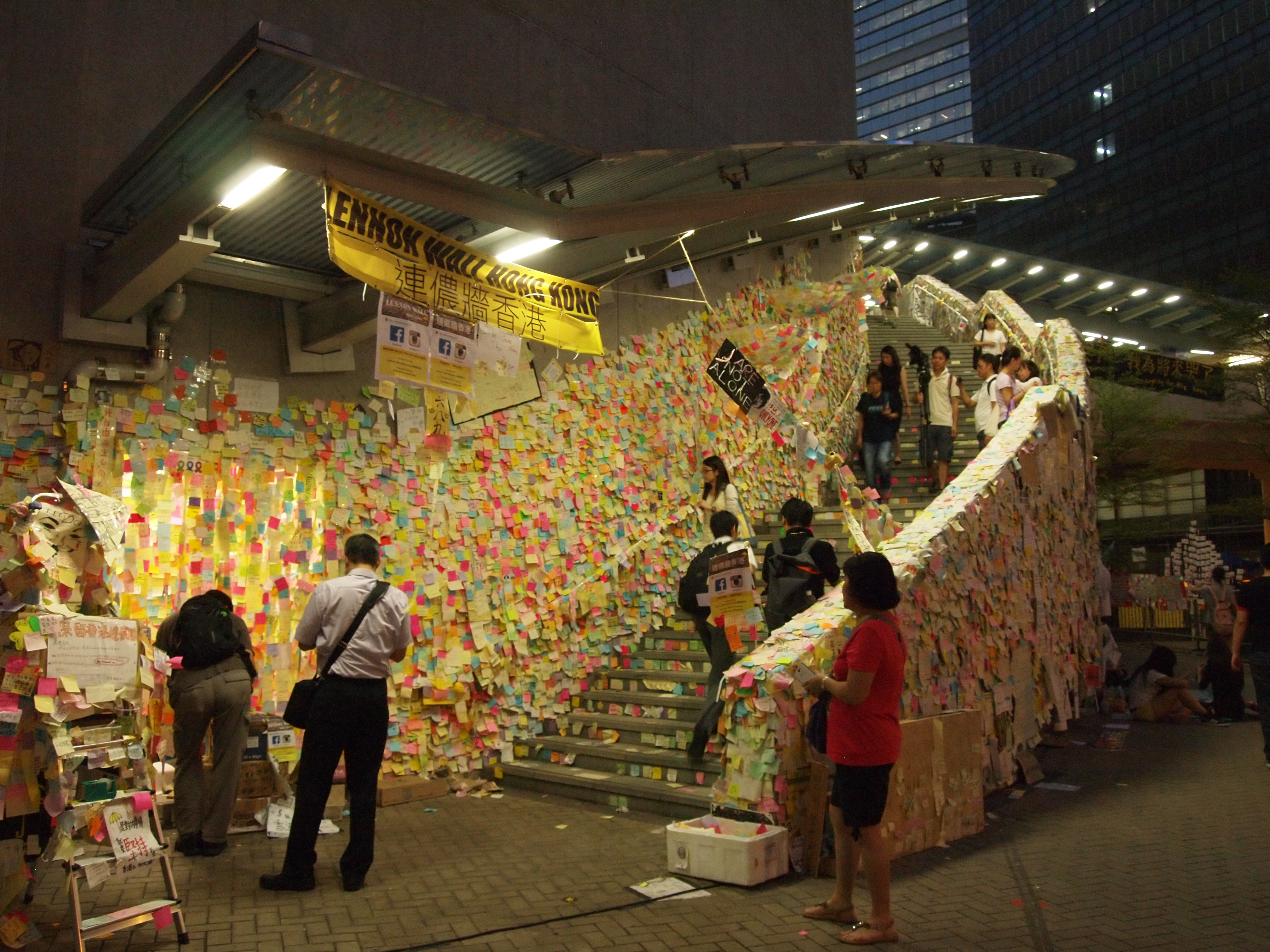
2014年10月21日、雨傘運動のさなかの香港政府庁舎のレノン・ウォール

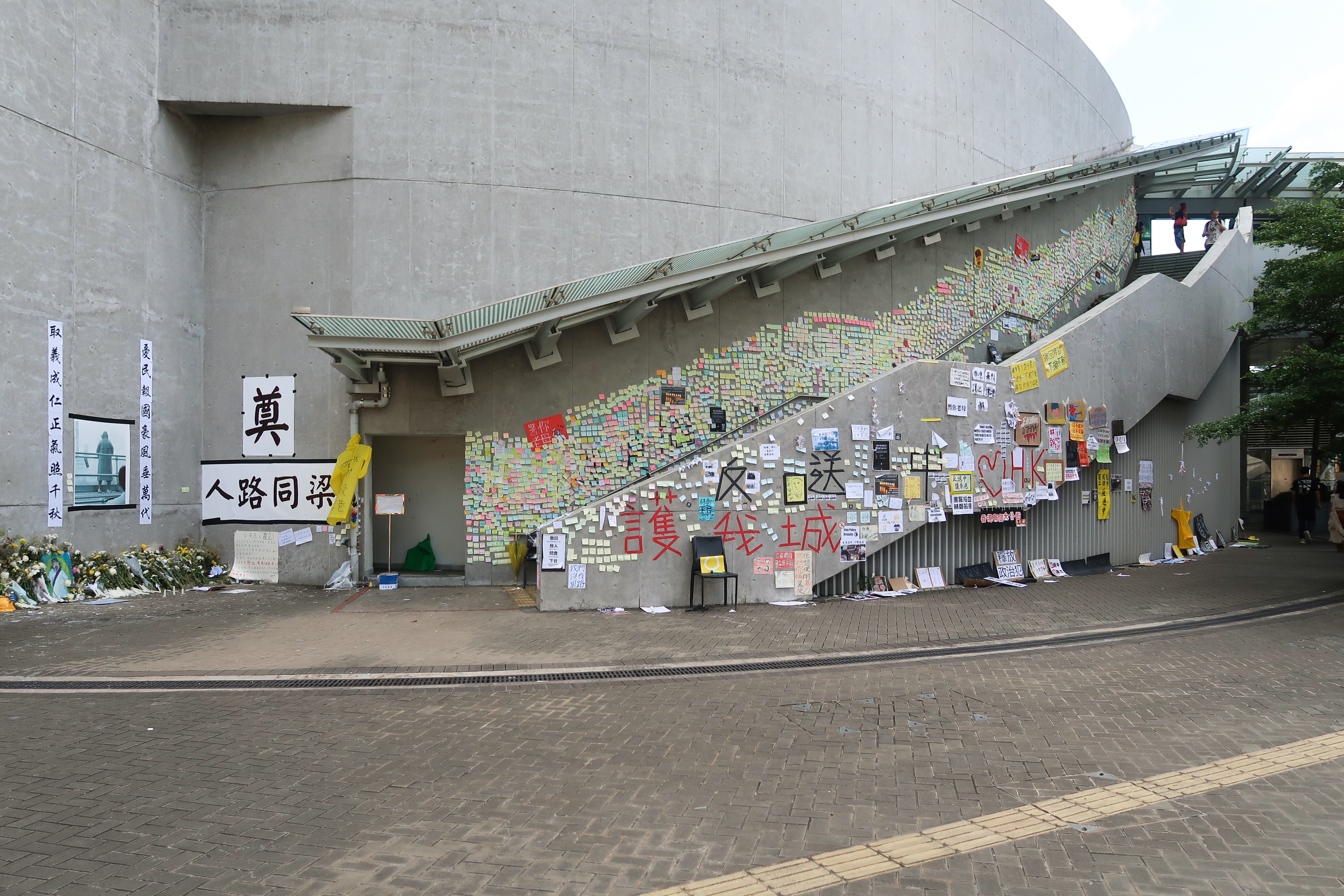
2019年6月、逃亡犯条例改正案反対運動のさなかに復活したレノン・ウォール

香港における2014年の民主化運動のさなか、香港政府庁舎の外壁にある階段に沿って、同様のレノン・ウォールが出現した。オリジナルであるプラハの壁に触発され、何千人という市民が香港の民主化を願うメッセージを色とりどりの付箋紙に書きつけ、壁に貼り付けた。この壁は雨傘運動が生んだ主なアート作品の一つだった。壁の占拠と抗議が数か月続く間、この香港版レノン・ウォールを物理的・デジタル的に保存しようと様々なグループによって多くの労力が払われた。
5年後の2019年、逃亡犯条例改正案反対運動のさなか、再び同様の壁が新しい付箋紙によって出現した。何日も経たないうちに、付箋紙のレノン・ウォールは何十か所も作られ、香港島はもとより、九龍、新界、その他多くの島々も含め、様々なレノン・ウォールが香港の「あちこちで花開いた」（遍地開花）。いくつかのレノン・ウォールは、香港電台や政策革新調整室（政策創新與統籌辦事處）など政府庁舎の中にすら作られることもあった。クラウドのデータを元にした香港のマップによると、この地域には150を超えるレノン・ウォールがある。
2019年9月21日、反政府的なメッセージを排除するため、香港警察は市内のレノン・ウォールの撤去を開始した。
レノン・ウォールは香港以外にも出現してきており、トロント、バンクーバー、カルガリー、ソウル、東京、ベルリン、ロンドン、シドニー、マンチェスター、メルボルン、台北、オークランドでも見られる。